# 決戰富士山
《決戰富士山》是一款由喬登·麥肯納（Jordan Mechner，他也是《波斯王子》（Prince of Persia）的原創人）於1984年所設計的電腦遊戲。在日語指的是空手道師父；在英語裡，這個字主要是在空手道社群內部使用。在《波斯王子》發行的五年以前，麥肯納在他耶鲁大学的寢室裡設計出他的第一個熱門遊戲。當時這個遊戲最著名的就是它「極為真實」的動畫表現。在美國，遊戲是由Brøderbund所發行。

## 遊戲介紹

《決戰富士山》原版截图

片頭介紹動畫裡的大魔頭（Akuma）堡壘在當時相當地令人驚豔。大魔頭抓住了可愛的真理子（Mariko）公主，玩者必須先打敗大魔頭城堡裡的手下，最後必須擊敗大魔頭本人，才能救得美人歸。麥肯納熟練地運用角色的姿態與背景音樂的搭配，讓玩者深陷於遊戲所營造出來的氣氛。遊戲動畫的水準幾乎已經達到了數年之後麥肯納《波斯王子》的水準。
遊戲中的戰鬥畫面跟大多數的电视游戏類似，從側面看兩個人面對面作戰。主角和敵人你來我往，拳打腳踢。兩邊都可以施展三種不同高度的拳擊與腳踢。在原始版本的遊戲裡，手或腳的高度是由搖桿所控制，而出拳或出腳則是由搖桿按鈕所決定。 遊戲中玩者有所謂的「生命點數」，每次被敵人打中就會扣幾點，不過可以藉由休息（不進行攻擊）來恢復生命點數。玩者也可以看到敵人的生命點數。當生命點數被扣完的話，主角或是敵人就被打敗了（不過遊戲中並沒有詳細說明到底是被打死還是被打暈而已）。
跟當時大多數的遊戲一樣，由於《決戰富士山》的遊戲時間不長，所以沒有儲存的功能。在某個場景，玩者必須擊退大魔頭訓練有素的獵鷹。在打敗大魔頭之後，玩者終於跟公主團聚，將她從被軟禁的地方救出。這個時候玩者必須解開戰鬥姿勢，跑進她的懷裡。然後慶祝勝利的背景音樂就會響起，也會出現文字敘述恭喜玩者。
有趣的是，如果玩者以戰鬥姿勢接近公主，她會出腳踢中玩者的頭，一擊必殺。曾經有許多玩者不知道該怎麼避免這個結局。
請注意，接近敵人時是可以用原站姿勢與敵人鞠躬，敵人也可能有機率性回敬主角鞠躬，但若是開始戰鬥時，主角若未呈現戰鬥姿勢就面對敵人，敵人只要任一擊，主角會直接被打敗並結束遊戲。

## 各種版本
遊戲最早是開發給Apple II平台的，後來在1986年才移植到其他幾個平台上。例如：雅达利800、Commodore 64、DOS、以及ZX Spectrum等等。雅达利7800版則是到1987年才發行。在日本則是由Soft Pro於1984年將遊戲移植到FC游戏机平台上。
Apple II版本的遊戲是存放在一張看起來像是單面的磁碟片，其實另外一面裡有個复活节彩蛋：另一個版本的遊戲。如果玩者將另外一面朝上放進磁碟機裡，遊戲的內容跟第一面一樣，只是畫面正好上下顛倒。

## 外部連結
- MobyGames網站上的資料 （页面存档备份，存于）